# سان جولیانو دل سانیو
سان جیولیانو دل سانیو (به ایتالیایی: San Giuliano del Sannio) یک کومونه در ایتالیا است که در استان کامپوباسو واقع شده‌است. سان جیولیانو دل سانیو ۲۳٫۹ کیلومتر مربع مساحت و ۱٬۰۸۱ نفر جمعیت دارد.